# Kraftwerk Brayton Point
Das Kohlekraftwerk Brayton Point liegt bei Brayton Point (Bristol County) an der Mündung des Taunton River in den Atlantik in Massachusetts an der Grenze zu Rhode Island.
Brayton Point wurde 1963 eröffnet und besteht aus vier Blöcken mit 243 MW, 240 MW, 612 MW sowie 435 MW installierter Leistung.
Das Kraftwerk war ursprünglich im Besitz von PG&E. Ab 2005 gehörte es Dominion Resources. Die Private-Equity-Gesellschaft Energy Capital Partners erwarb das Kraftwerk 2013 und verkaufte es im April 2015 an Dynegy weiter.